# Xã Hubley, Quận Schuylkill, Pennsylvania
Xã Hubley (tiếng Anh: Hubley Township) là một xã thuộc quận Schuylkill, tiểu bang Pennsylvania, Hoa Kỳ. Năm 2010, dân số của xã này là 854 người.